# 春風亭一蔵
春風亭 一蔵（しゅんぷうてい いちぞう、1981年7月13日 - ）は、落語家。落語協会所属。紋は『光琳中陰蔦』。出囃子は『双面』。本名は、吉田 正。

## 来歴
東京都出身。2000年3月、東京都立田柄高等学校を卒業する。長距離トラックの運転手をするなど数年間の社会人生活を経験し、落語はその間の楽しみだった。2007年8月、春風亭一朝に入門し2008年4月に前座となる。前座名は「朝呂久」。2012年11月に二ツ目に昇進し、一蔵と改名した。2022年9月下席より8代目柳亭小燕枝、10代目入船亭扇橋と共に真打に昇進した。

## 人物
趣味∶競艇、サウナなど。

## 弟子

### 見習い
- 春風亭一呂久

## 演目
- 井戸の茶碗
- 火焔太鼓
- 火事息子
- 子別れ
- 佐野山
- 死神
- ちりとてちん
- 佃祭
- 寝床
- 百年目
- 文七元結
- 妾馬
- らくだ

## 受賞歴
- 2016年 第8回前橋若手落語家選手権 優勝
- 2020年 北とぴあ若手落語家競演会 奨励賞
- 2022年 Zabu-1グランプリ2022 優勝
- 2023年 令和5年度花形演芸大賞 銀賞[9]

## メディア

### テレビ
- 開運！なんでも鑑定団「落語家のお宝鑑定特集」（テレビ東京、2021年4月13日)

『大西家 初代 浄林の筒釜』を出品。本人評価額30万円のところ、中島誠之助により100万円の評価額となった。
- Zabu-1グランプリ2022（BSフジ、2022年1月29日） - 優勝

### ラジオ
- くにまる食堂（文化放送）

2023年6月8日はゲストとして、2023年3月30日と9月15日と2024年3月15日と3月22日は野村邦丸の夏・冬休み代理パーソナリティとして水谷加奈（文化放送アナウンサー）と出演
2023年10月6日から毎週金曜日の11時台のレギュラー出演、2024年4月からは毎週金曜日の全て時間帯を水谷と出演する。
なお、裏番組で兄弟子の番組の『春風亭一之輔 あなたとハッピー!』（ニッポン放送）と放送時間が一部かさなっている。

### ポッドキャスト
- 新ニッポンの話芸 ポッドキャスト（ゲスト出演。第68回から第71回）